# Dubrovnik
Dubrovnik (în italiană Ragusa) este un oraș în cantonul Dubrovnik-Neretva, Croația, având o populație de 42.615 locuitori (2011). Este una dintre cele mai proeminente stațiuni turistice de la Marea Adriatică în sudul extrem al Croației și centrul cantonului Dubrovnik-Neretva. Ragusa și-a schimbat numele în Dubrovnik în 1918.
Patronul spiritual al orașului este martirul Sfântul Blasiu (Sveti Vlaho în croată). Statuile sale sunt amplasate în incinta orașului, în care, în fiecare vară se organizează mari procesiuni, pentru că are o importanță similară cu cea a Sfântului Evanghelist Marcu pentru Veneția.

## Etimologie
Dubrovnik a fost fondat prin unirea a două mici orășele: Ragusa, inițial Laus (numele vine de la cuvântul latin pentru stâncă) care era doar o mică insulă inatacabilă pe coasta de sud a Dalmației, ce oferea adăpost pentru refugiații italieni din orașul Epidaurum; și Dubrava (denumit după cuvântul slavic dub care înseamnă stejar), o așezare târzie a migratorilor slavi creată la poalele dealului Srđ. Strâmtoarea de mare dintre fortăreața Ragusa a fost ștearsă treptat prin umplerea cu pământ de către croații dornici să fie acceptați în cetate: astfel orașul croat Dubrava de sub pădure s-a extins spre poarta nordică a fortăreței Ragusa, cea care se continua cu Stradone și Piazza (astăzi Stradun și Placa). 
Folosirea alfabetului glagolitic durează până la sfârșitul secolului al XV-lea, iar în unele regiuni de pe litoral, până la începutul secolului al XIX-lea.

## Istorie

### Evul mediu
În timpul migrației popoarelor din secolul VII, locuitorii din Epidaurum (orașul Cavtat de astăzi) s-au retras pe o insulă apropiată de coasta dalmatică și au fondat orașul Ragusium sau Raguza. În timp, această așezare s-a unit cu orașul slav de pe coastă, Dubrovnik. 
Raguza era separată de cetatea slavă ridicată pe coasta din apropiere printr-o strâmtoare. 
În scurt timp aceasta a fost acoperită, iar în prezent pe locul ei se află Strada Placa (Stradun).
În Evul Mediu Republica Raguza a fost punctul de constituire și plecare a Cruciadelor, inclusiv ultima cruciadă (nefinalizată), ale cărei tabere de grupare au fost la Timișoara. Sprijinit de comerț prosper și diplomația sa experimentată, Republica Raguzana a cunoscut un nivel remarcabil de dezvoltare în secolele XV și XVI.
Bine apărată, Raguza a rămas mult timp o republică liberă, axată pe comerț și condusă de patricieni. Acest fapt s-a datorat așezării sale avantajoase pe malul Adriaticii și distanței care o separa de marile puteri europene. În oraș au fost construite, de timpuriu, sisteme de canalizare și spitale, care serveau drept exemplu pentru numeroase capitale europene. Raguza a devenit o mare putere economică, capabilă să concureze până și cu Republica Veneția.

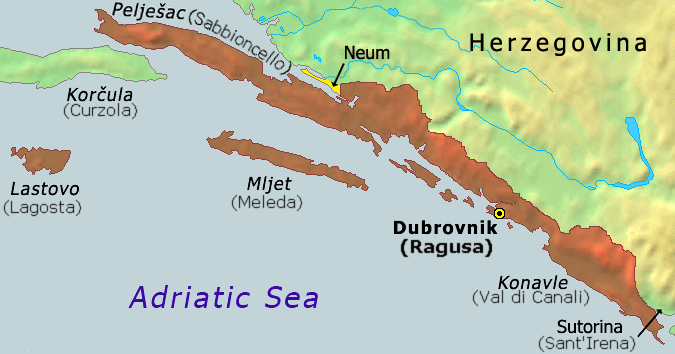
Teritoriul Republicii Raguza pînă în 1808

O perioadă îndelungată s-a crezut că orașul este imposibil de cucerit. Nici măcar turcii, care în secolul XV au ocupat centrul și estul Europei, nu au reușit să străpungă zidurile înalte de 25 de metri. În caz de pericol, locuitorii orașului primeau ajutor și provizii pe mare. Așezarea a devenit o enclavă creștină în Balcanii contropiți de turci. Două porți, Pile și Ploce, reprezentau unica legătură cu uscatul și apărau orașul de invazia dușmanilor. Veneția, Ungaria și Imperiul Otoman nu au constituit o piedică în calea îmbogățirii orașului de pe urma comerțului, în ciuda suzeranității formale pe care fiecare a deținut-o la un moment dat asupra acestuia.
Guvernul orașului Raguza era liberal în vederi și acțiune: a abolit sclavia în 1418 și a devenit primul stat care a recunoscut independența  Statelor Unite ale Americii. Vechiul steag al orașului conține cuvântul Libertas (libertate), iar la intrarea în fortăreața Laurenția Lovrijenac, amplasată în afara zidurilor orașului, se află inscripția Non bene pro toto libertas venditur auro, Nu e bine să fie vândută libertatea, pentru tot aurul.

### Epoca modernă
Cutremurul de pământ din 1667 a distrus sectoarele întinse ale orașului. Numeroase biserici și palate vestite au trebuit reconstruite din temelii. Abia în timpul Războaielor Napoleoniene, Raguza s-a văzut silită să renunțe la autonomie.
Între anii 1806 și 1814, ea s-a aflat sub dominația Franței. Ca urmare a Congresului de la Viena, orașul a devenit parte a Regatului Dalmației, condus de monarhia austro-ungară.

### Epoca contemporană
Raguza și-a schimbat numele în Dubrovnik în 1918. In 1918 a intrat in componenta Regatului Sârbilor, Croatilor si Slovenilor, devenit Iugoslavia in 1929.
Și în ziua de astăzi, aici domnește atmosfera orașului liber din trecut.
Întreaga structură a orașului vechi din Dubrovnik (Stari Grad), ridicată pe o peninsulă stâncoasă, a fost inclus în anul 1979 pe lista UNESCO a Patrimoniul Mondial Cultural și Natural.

#### Războiul civil
Războiul civil a distrus parțial orașul și a pus capăt, pentru o vreme, valurilor de turiști. Toamna anului 1991 a marcat începutul unei perioade dificile din istoria orașului. Trupele militare sârbe au înconjurat Dubrovnikul, iar asediul a durat 80 de zile. Orașul declarat de UNESCO unul dintre cele mai importante monumente ale culturii a fost bombardat în mod regulat de pe pământ, de pe apă și din aer. O parte dintre locuitori au fugit pentru a-și salva viața. Multe dintre monumente au fost distruse.
Apărarea orașului nu a fost o sarcină ușoară. Croația amintește prin forma sa de un cap cu o trompă lungă, care se întinde de-a lungul coastelor Mării Adriatice. Dubrovnik este situat la capătul sudic al acestei trompe. Câțiva kilometri mai departe începe teritoriul statului Bosnia și Herțegovinei. Orașul a făcut față surprinzător de bine bombardamentelor sârbe. Aproape toate edificiile medievale, precum Palatul Rectorilor datînd din 1463, bisericile în stil baroc, Catedrala și Palatul Sponza au scăpat practic neatinse. Numai "a cincea fațadă" (așa cum numesc locuitorii orașului acoperișurile clădirilor din Dubrovnik) a suferit distrugeri. Reconstruirea orașului s-a făcut într-un timp foarte scurt. Locuitorii au observat cu bucurie cum Dubrovnik își recapătă strălucirea de altădată și cum turiștii încep să își facă din nou apariția. Pînă la izbucnirea războiului civil, două treimi din veniturile populației locale proveneau din turism.
Dubrovnik aparține în prezent Croației, dar continuă să își cultive caracterul aparte.

## Personalități din Dubrovnik
Loc al deschiderii renascentiste spre arte tipice italienilor, Raguza a atras și format și intelectuali croați, devenind implicit și unul dintre centrele de dezvoltare a limbii croate. Orașul a fost locul natal a mai multor poeți și scriitori bilingvi, ca Giovanni Gondola, zis Ivan Gundulić și Marin Držić. Notabili au fost și pictorii Lauro, zis Lovro și Vicko Dobričević, și oamenii de știință ca Ruggiero Giuseppe Bosco, zis Ruđer Josip Bošković și Marino Ghetaldi, zis Marin Getaldić.

## Demografie
Componența etnică a orașului Dubrovnik
     Croați (90,34%)
     Bosniaci (3,52%)
     Sârbi (2,73%)
     Necunoscut (0,84%)
     Neclasificat (1,84%)
Componența confesională a orașului Dubrovnik
     Catolici (84,34%)
     Musulmani (5,26%)
     Ortodocși (3,48%)
     Fără religie și atei (3,08%)
     Necunoscută (2,52%)
     Alte religii (1,3%)
Conform recensământului din 2011, orașul Dubrovnik avea 42.615 locuitori. Din punct de vedere etnic, majoritatea locuitorilor (90,34%) erau croați, existând și minorități de bosniaci (3,52%) și sârbi (2,73%). Apartenența etnică nu este cunoscută în cazul a 0,84% din locuitori. Din punct de vedere confesional, majoritatea locuitorilor (84,34%) erau catolici, existând și minorități de musulmani (5,26%), ortodocși (3,48%) și persoane fără religie și atei (3,08%). Pentru 2,52% din locuitori nu este cunoscută apartenența confesională.